# 迪尔勒尔斯多夫-迪特斯巴赫
迪尔勒尔斯多夫-迪特斯巴赫（德語：Dürrröhrsdorf-Dittersbach）是德国萨克森州的一个市镇，隶属于萨克森施韦茨-东厄尔士山县。总面积为43.5平方千米，截至2020年总人口为4239人。